# Af Huss
af Huss är en utslocknad svensk adlig ätt. Den hade namnet efter Olof Huss (1714–1785), korpral vid Livdrabanterna och officer i fransk tjänst, som adlades 1772 och introducerades på Riddarhuset 1776 som nr. 2075. Han var ogift och slöt själv sin ättegren.
Samtidigt adlades en annan svensk officer, Clemens Björner (1735–1794), som också var i fransk tjänst, på samma namn och nummer. Denna gren av ätten utslocknade 1872 på svärdssidan, sannolikt med Clemens Björners ogifte sonson, vice häradshövdingen Olof Mauritz af Huss, född 1806. Den längst kvarlevande av ätten var dennes kusin, Christina Clementina Ros, född af Huss 1825, som 1874 var ättens enda medlem.
Den Björnerska grenen av ätten hade gemensamt ursprung med den adliga ätten Ridderstorm, adlad 1690 och utslocknad på 1800-talet.
En tredje gren av ätten utgick från Clemens Björners svärson kaptenen Samuel Melander (1751–1806), som 1802 adlades och adopterades på svärfaderns namn och nummer. Dennes son Johan Clemens af Huss (född 1800), reste 1827 till sjöss och lät sedan inte höra av sig.